# Красная улица (Краснодар)
Кра́сная у́лица — центральная улица города Краснодара. Располагается между Постовой и Офицерской улицами. На Красной находятся администрации Краснодара и Краснодарского края. Кроме того, к улице прилегает множество других общественных заведений: театры, кинотеатры, музеи, магазины, рестораны и так далее. Нумерация домов ведётся от здания Законодательного собрания Краснодарского края и памятника Екатерины II.

## Движение
Движение по улице в выходные и праздничные дни перекрывается от Советской ул. до Театральной площади. Часть перекрытой улицы становится пешеходной. Часто проходят открытые концерты. Играют уличные музыканты, выступают брейкдансеры и разные уличные артисты. От улицы Будённого до Офицерской на Красной улице располагается бульвар. Наибольший поток автомобилей — на участке от Северной улицы до Офицерской.

## История названия
Название улицы впервые встречается в планах города с 1888 года. По одной из версий улица получило своё название от слова «красный», которое часто употреблялось в русском языке в значении красивый, лучший, парадный. По другой версии на ул. Красной располагались торговые ряды, которые были выложены из обожжённого красного кирпича, создававшего впечатление, что улица красного цвета.
Улица, сохранив своё историческое название, неоднократно переименовывалась. В 1914 году после посещения Екатеринодара императором Николаем II она была переименована в Николаевский проспект, а с приходом большевиков она была снова переименована в Красную улицу. В 1949 году в честь 70-летия И. В. Сталина улица получила его имя, а через 12 лет ей было возвращено первоначальное название.

## Пересечения с другими улицами
- Постовая улица
- улица Пушкина
- Советская улица
- Комсомольская улица
- улица Мира
- улица Орджоникидзе
- улица Ленина
- Гимназическая улица
- улица Гоголя
- Карасунская улица
- улица Чапаева
- улица Горького
- Пашковская улица
- Длинная улица
- улица Будённого
- Кузнечная улица (улица Калинина)
- улица Головатого
- Северная улица
- Новокузнечная улица
- улица Хакурате
- улица Бабушкина
- Одесская улица
- улица Гаврилова
- улица Дзержинского
- Офицерская улица

## Достопримечательности
Достопримечательности расположены по всей длине улицы. Ниже приведён неполный список, от начала (Постовая улица) до конца (Офицерская улица):
| Объект                                                           | Адрес/Расположение                                                                   | Фото | Примечание |
| ---------------------------------------------------------------- | ------------------------------------------------------------------------------------ | ---- | --- |
| Законодательное собрание Краснодарского края                     | Красная улица, 3                                                                     |      | Располагается напротив сквера с памятником Екатерине II |
| Памятник Екатерине II                                            | Расположен в сквере на углу Красной и Постовой                                       |      | Первоначальный памятник был открыт в 1907 году и разрушен в 1920 году                                                                                                |
| Центральный концертный зал                                       | Красная улица, 5                                                                     |      | На площади перед ЦКЗ в зимнее время открывают искусственный каток |
| Библиотека имени Пушкина                                         | Красная улица, 8                                                                     |      | Перед библиотекой располагается памятник А. С. Пушкину |
| Краснодарский краевой художественный музей имени Ф. А. Коваленко | Красная улица, 13, 15                                                                |      | Один из старейших художественных музеев на Северном Кавказе |
| Библиотека имени братьев Игнатовых                               | Красная улица, 26                                                                    |      | Крупнейшая детская библиотека в Краснодаре |
| Памятник гуляющим собачкам                                       | Угол улиц Красной и Мира                                                             |      | По мотивам стихотворения В. В. Маяковского «Краснодар» (Это ж не собачья глушь, а собачкина столица..). Скульптор — В. П. Пчелин                                     |
| Музыкальный театр                                                | Красная улица, 44                                                                    |      | |
| Ресторанно-гостиничный комплекс Hilton Garden Inn                | Красная улица, 25/2                                                                  |      | |
| Администрация Краснодарского края                                | Красная улица, 35                                                                    |      | Перед зданием администрации стоит памятник Кубанскому казачеству |
| Сквер имени Г. К. Жукова                                         | Квартал между улицами Красной, Ленина, Красноармейской и Гимназической               |      | В сквере расположены бюст Маршала Советского Союза Г. К. Жукова, мемориальная арка «Ими гордится Кубань» и храм-часовня Александра Невского                          |
| Дом книги                                                        | Красная улица, 43                                                                    |      | |
| Администрация города Краснодара                                  | Красная улица, 122                                                                   |      | |
| Главная городская площадь                                        | Квартал между улицами Красной, Длинной, Красноармейской и Будённого                  |      | На площади проходят торжества по праздникам, например, Новому году. В 2011 году на площади открыли уникальный фонтан. К площади прилегает Краснодарский театр драмы. |
| Обелиск в честь двухсотлетия Кубанского казачьего войска         | Угол улиц Красной и Будённого. С памятника начинается бульвар посреди Красной улицы. |      | Оригинал обелиска был разрушен в начале 1930-х годов, восстановлен в 1999.                                                                                           |
| ТРЦ «Галерея Краснодар»                                          | Ул. Головатого, 313. Центральный вход расположен на углу Красной и Северной улиц     |      | |
| Универмаг «Краснодар»                                            | Красная улица, 157                                                                   |      | |
| Екатеринодарская женская учительская семинария                   | Красная улица, 166                                                                   |      | |
| Царские ворота                                                   | Пересечение улиц Красной и Бабушкина                                                 |      | Прежняя арка, стоявшая на пересечении улиц Мира и Седина, была разрушена в 1928 году                                                                                 |
| Стадион «Динамо»                                                 | Красная улица, 190                                                                   |      | |
| Цветочные часы                                                   | Угол улиц Красной и Гаврилова                                                        |      | |
| Памятник казакам и горцам Первой мировой войны                   |                                                                                      |      | Построен в 2016 году |
| Кинотеатр «Аврора»                                               | Красная улица, 169                                                                   |      | Здание кинотеатра признано памятником архитектуры города. С 2015 года закрыто на реконструкцию, срок завершения — конец 2024 года.                                   |

## Жилые дома
Большинство многоквартирных домов на Красной улице относятся к старому жилому фонду и построены до 1980 года. Позже появились только 2 дома. Последним в 2016 году построен дом № 176 — жилой комплекс «Большой» — 25-этажное здание с торговым центром, офисами и паркингом в 2-этажном стилобате. Некоторые дома признаны объектами культурного наследия и находятся под охраной государства.

## Галерея

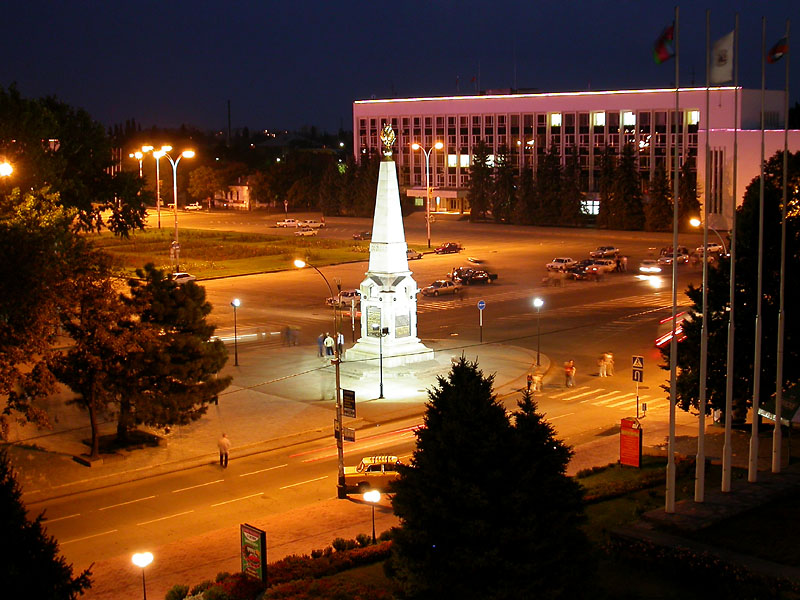
Главная городская площадь ночью
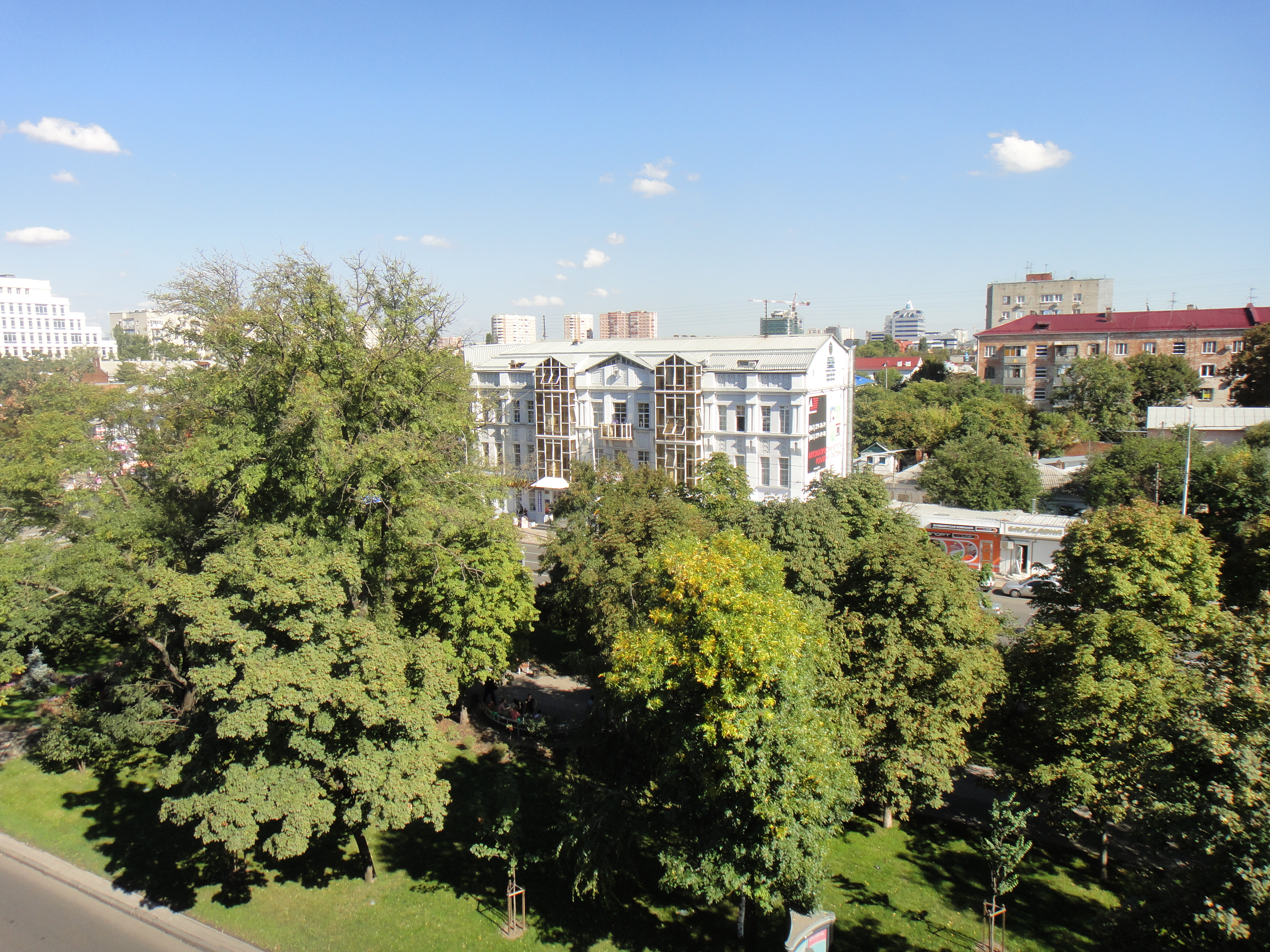
Вид на Красную улицу с парковки ТРК «Галерея-Краснодар»
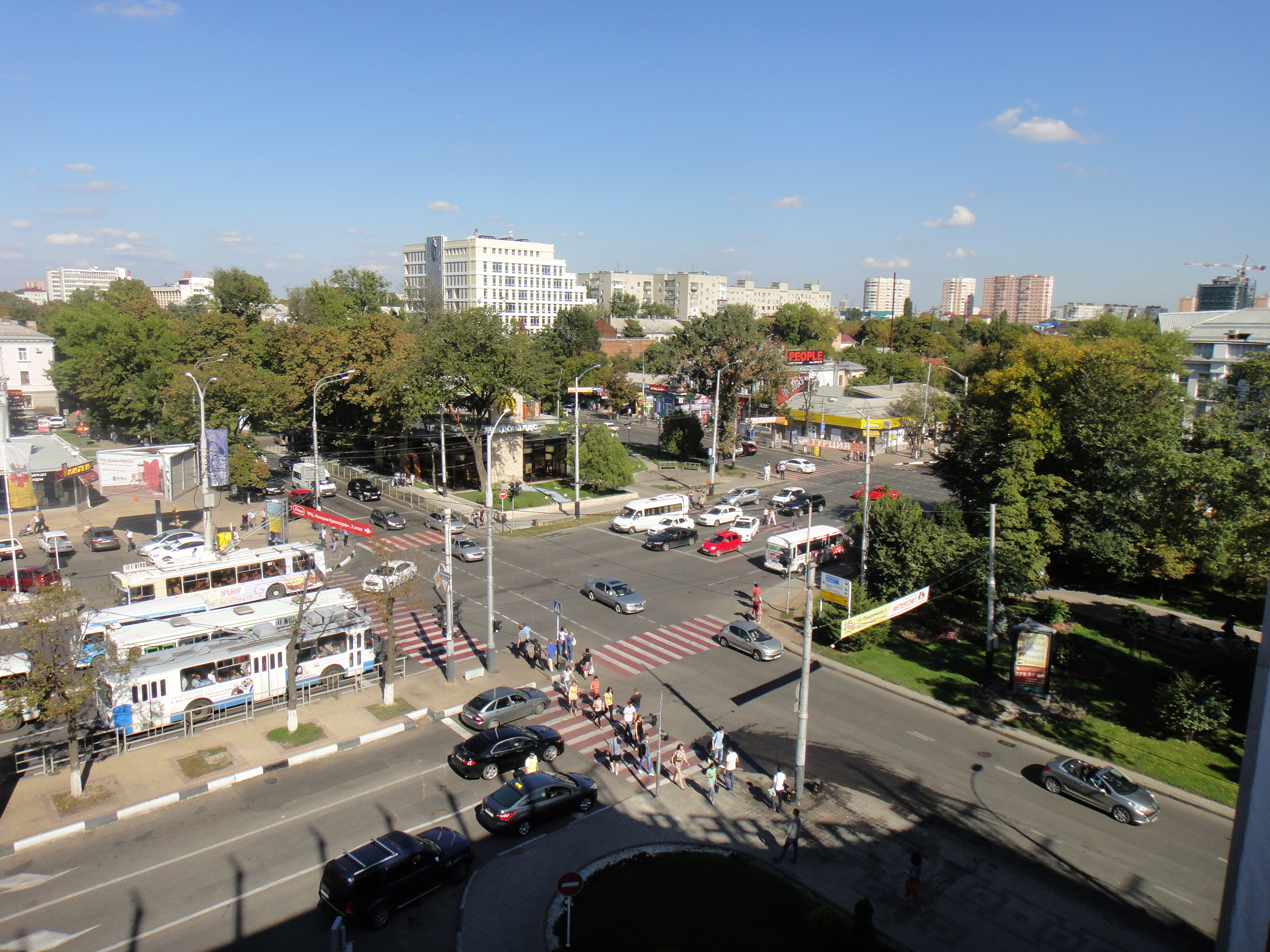
Вид на пересечение Красной и Северной улиц с парковки ТРК «Галерея-Краснодар»
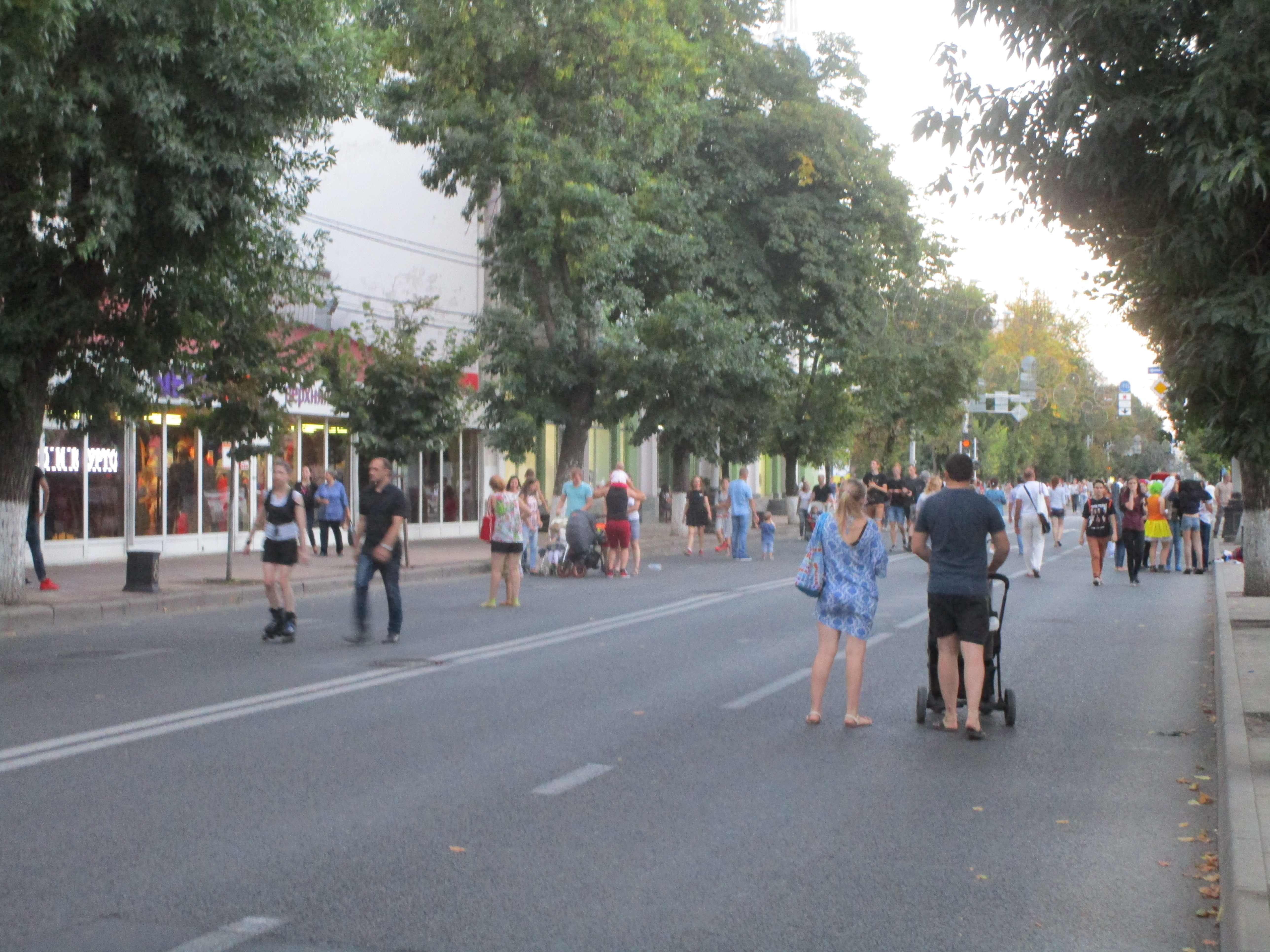
Открытая для движения пешеходов по выходным